# 中央人民政府重工业部
中华人民共和国中央人民政府重工业部是根据1949年9月27日中国人民政治协商会议第一届全体会议通过的《中华人民共和国中央人民政府组织法》第十八条的规定，于1949年9月设置的一个部门。

## 部门工作
按照相关规定，中央人民政府重工业部在中央人民政府政务院财政经济委员会的指导下展开工作。
中央人民政府重工业部主管涉及钢铁、有色金属、机器、船舶、兵器、航空工业、化学和建筑材料工业等方面的工作。

## 历史
1949年9月，根据《中华人民共和国中央人民政府组织法》第十八条的规定，设置中央人民政府重工业部。
1952年8月7日，中央人民政府委员会第十七次会议决定，从重工业部内分设出新的第一机械工业部和第二机械工业部（主管国防工业）。重工业部所辖的机器工业局、船舶工业局、航空工业局和兵工总局相应撤销，前三局的相关工作由第一机械工业部负责接管，兵工总局工作由第二机械工业部接管。
1954年9月，第一届全国人民代表大会第一次会议在北京召开，会议通过了《中华人民共和国宪法》和《中华人民共和国国务院组织法》，成立中华人民共和国国务院。根据国务院《关于设立、调整中央和地方国家机关及有关事项的通知》，中央人民政府重工业部即告结束。国务院按照《国务院组织法》的规定，成立了中华人民共和国重工业部接替相关工作。

## 组织结构
- 中央人民政府重工业部
  - 办公厅
  - 计划司
  - 经理司
  - 人事司
  - 会计司
  - 检察室
  - 钢铁工业局
  - 有色金属工业局：局长李华
  - 机器工业局
  - 船舶工业局：由于当时船舶工业设计、制造和测试等集中在上海，1951年在上海组建重工业部船舶工业局，由华东工业部副部长程望兼任局长。1952年8月船舶工业局建制划归第一机械工业部。
  - 航空工业局：1951年4月17日，政务院下发《关于航空工业建立的决定》，成立重工业部航空工业局。
  - 化学工业局
  - 兵工总局：副部长刘鼎兼任局长 副局长钱之道、郑汉涛。机构、人员都是华北兵工局原班人马，只是调东北兵工局副局长钱之道兼任副局长。
    - 华北兵工局：1949年为华北人民政府公营企业部兵工局。
    - 西南兵工局：1951年西南工业部机械局改称。
    - 东北兵工局
    - 中南兵工局：第二副局长吴运铎

## 部长
1. 陈云
2. 何长工（代理）（1950年6月）
3. 王鹤寿（原东北人民政府工业部部长，1952年8月任）

## 副部长
- 何长工（1952年8月卸任）
- 钟林（专家）
- 刘鼎（1952年8月卸任）
- 吕东（原东北人民政府工业部副部长，1952年8月任）
- 赖际发（原中央人民政府重工业部办厅主任，1952年8月）
- 夏耘（原中央人民政府重工业部办公厅主任，1954年6月）